# Nilpferdjagd (Altes Ägypten)
Die Nilpferdjagd gehörte im Alten Ägypten zu den wichtigsten kultischen und gesellschaftlichen Ereignissen. Diese spezielle Form der rituellen Jagd ist seit der Frühdynastik Ägyptens belegt und war von jeher dem König (Pharao) und seiner Elite vorbehalten. Szenen der Nilpferdjagd erscheinen zahlreich auf Artefakten, z. B. Steingefäßen und Elfenbeinnäpfen. 
Von König Den (1. Dynastie) sind Darstellungen des Herrschers während des Harpunierens des Nilpferds auf Elfenbeintäfelchen und Steinvasen erhalten. Ab dem Alten Reich sind Reliefs mit der Darstellung einer Nilpferdjagd belegt. Das Nilpferd galt besonders in früher Zeit als Repräsentation des Chaos, der König triumphierte mit der Erlegung des Nilpferds symbolisch über das Böse.